# Agricultura de guerrilla

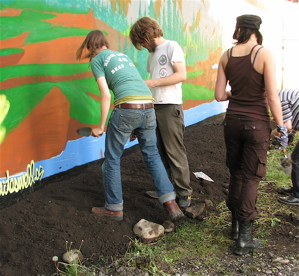
Guerrilla d'agricultors sembrant en Calgary.

L'agricultura de guerrilla és una forma d'acció directa no-violenta relacionada amb la reforma agrària, la permacultura i el desenvolupament sostenible. Els activistes ocupen una porció de terra no conreada o els cultius de la qual o plantes no els pertanyen, ja que formulen la necessitat de reconsiderar la forma de propietat de les terres per reclamar l'espai utilitzat de forma errònia i assignar-li un nou propòsit i utilitat.
Molts d'aquests agricultors duen a terme la seva ocupació a la nit, en relatiu secret per sembrar o cuidar un nou jardí o plantació. Uns altres treballen d'una forma més oberta, buscant la cooperació de membres de la comunitat rural local on es dugui a terme. L'acte es converteix així en una forma d'activisme proactiu o pro-activisme.

## Exemples
- L'Horta Alliberada. La primavera del 2016, els veïns del barri de Sants (Barcelona), van decidir reconvertir una parcel·la en una horta veïnal autogestionada. El solar havia estat abandonat des de 2005, any en què les edificacions de la parcel·la s'havien derruït amb la intenció de construir edificis de luxe, uns plans que la crisi financera va desbaratar.[4]
- Guerrilla Hortera al centre de Barcelona. Acció realitzada el 30 de maig de 2015 rambla de Catalunya amb Gran Via en motiu de la inauguració de la Setmana de la l'Aplec d'agricultura urbana. amb la proposta de reapropiar-se dels espais públics mitjançant la plantació de plantes comestibles.[5][6]
- Pure Genius!.[7] Una comunitat intencional formada a partir de la web Pure Genius. Van aconseguir viure cinc mesos abans de la desocupació.
- Have på en nat (Jardí en la nit). Organitzat pels Danish Økologiske Igangsættere (Organic starters). Un terreny buit al centre de la ciutat de Guldbergsgade (Dinamarca) es va transformar en una nit en un jardí gràcies a les prop de mil persones que van prendre part en l'acció.
- El May Day 2000, Reclaim the Streets, va organitzar una acció de guerrilla jardinera a la plaça del parlament a Londres. Després d'una processó carnavalesca amb bandes de samba i un recorregut amb bicicleta de Massa crítica des d'Hyde Park, milers de guerrillers van ocupar la plaça sembrant-la de vegetals i flors.[8]
- Leaf Street Community Garden. Leaf Street és un acre de terreny en Hulme (Anglaterra) que va ser carrer urbà abans de la seva conversió en jardí comunitari gràcies als habitants del municipi.[9]
- Abahlali baseMjondolo. Associació i moviment sud-africà que ha començat jardins i hortes en els assentaments dels seus afiliats[3]